# Poemenesperus incubus
Poemenesperus incubus es una especie de escarabajo longicornio del género Poemenesperus, tribu Tragocephalini, subfamilia Lamiinae. Fue descrita científicamente por Thomson en 1858.
Se distribuye por Gabón. Mide aproximadamente 15-16 milímetros de longitud.